# Paul van Dyk
Paul van Dyk, artistnamn för Matthias Paul, född 16 december 1971 i Eisenhüttenstadt i dåvarande Östtyskland, är en tysk trance-DJ och producent.
Under sin barndom i Östtyskland hade han möjligheten att se/höra på västtysk TV/radio. Paul van Dyk och hans vänner spelade in musik från radion och spelade senare upp den på sina fester. Östtyskland hade inte någon clubkultur på den tiden. När Berlinmuren föll 1989 spred sig ett stort utbud över Berlin. För det mesta spelades det Detroit-techno.
I allt detta tyckte Paul van Dyk att det var något som fattades i musiken. Paul van Dyk började testa sig fram på två gamla vinylspelare, för att hitta sin egen stil. I mars 1991 spelades hans nya stil för besökarna på klubben ”Tresor”. Paul van Dyks gjorde sin första inspelning ”Perfect Day” tillsammans med Cosmic Baby under ungefär samma period. ”Jag var nöjd som ett litet barn” sa Paul van Dyk i en intervju. 1993 fick Paul van Dyks remix av ”Love Stimulation” priset för årets clubhit. Paul van Dyk släppte sitt första album ”45 RPM” 1994. Under tiden som Paul van Dyk släppte sitt första album höll han också på och spelade ”spinning sets” på den legendariska klubben ”E-Werk”, vilken idag är stängd. 1999 var ett bra år för Paul van Dyk - i den engelska musiktidningen ”DJ” röstades han fram som ”Best musik maker” och slog bl.a. stora namn som Fatboy Slim och Paul Oakenfold (tvåa och trea). Senare det året fick han pris som ”bästa internationella DJ” i ”1999 Music awards” i London. Tidningen ”Ministry of Sound” gav honom den titeln igen samma år och hans 6-timmarsspelning ”Gatecreasher” röstades fram som ”den näst bästa klubbnatten någonsin” av läsarna från tidningen ”Muzik”. Detta är bara några av de utmärkelser Paul van Dyk har fått. Hans trippelalbum ”Vorsprung Dyk Technik” såldes i över 60.000 ex i bara Storbritannien vilket sällan händer för en trippel-CD. 2001 gjorde Paul van Dyk soundtracket till en mexikansk film ”Zurdo”.
Paul van Dyk är gift.

## Diskografi

### Album
- 1994 45 RPM (Remixes Per Minute)
- 1994 Pumpin
- 1994 The Green Valley EP
- 1995 Emergency (The Remixes)
- 1996 Seven Ways
- 2000 Out There And Back
- 2001 Columbia EP
- 2001 The Politics of Dancing
- 2002 Zurdo:  Musica Original de la Pelicula (Soundtrack)
- 2003 Global
- 2003 Reflections
- 2005 The Politics of Dancing 2
- 2007 In Between
- 2008 Hands on in Between
- 2013 (R)evolution: The Remixes